# Seznam chráněných území v okrese Jihlava
Toto je seznam chráněných území v okrese Jihlava aktuální k roku 2015, ve kterém jsou uvedena chráněná území v oblasti okresu Jihlava.
| Kód  | Obrázek                                                          | Typ | Název                         | Rozloha (ha) | Galerie Commons                                                         | Popis území | Souřadnice                       |
| ---- | ---------------------------------------------------------------- | --- | ----------------------------- | ------------ | ----------------------------------------------------------------------- | --- | -------------------------------- |
| 715  |                                                                  | PP  | Bukovské rybníčky             | 2,89         |                                                                         | Rašeliniště s významnou květenou | 49°19′ s. š., 15°27′25″ v. d.    |
| 2453 | PP Černíč                                                        | PP  | Černíč                        | 23,66        | Kategorie „Černíč (natural monument)“ na Wikimedia Commons              | Rybník s velmi bohatou květenou | 49°7′51″ s. š., 15°27′23″ v. d.  |
| 826  | Skalní formace                                                   | PP  | Čertův hrádek                 | 14,69        | Kategorie „Čertův hrádek (Nový Rychnov)“ na Wikimedia Commons           | Zbytky přirozených jedlobukových porostů na skalnatém podkladu | 49°21′57″ s. š., 15°24′13″ v. d. |
|      | Čeřínek                                                          | PřP | Čeřínek                       | 2 313,05     | Kategorie „Nature park Čeřínek“ na Wikimedia Commons                    | | 49°21′58″ s. š., 15°26′1″ v. d.  |
| 717  | Doupský a Bažantka                                               | PR  | Doupský a Bažantka            | 11,18        | Kategorie „Doupský a Bažantka“ na Wikimedia Commons                     | Cenná rostlinná společenstva údolního a přechodového rašeliniště | 49°14′1″ s. š., 15°25′37″ v. d.  |
| 5722 | PP Hajnice, severní okraj                                        | PP  | Hajnice                       | 31,6944      |                                                                         | Luční společenstva se zvláště chráněnými druhy rostlin a živočichů | 49°27′55″ s. š., 15°26′36″ v. d. |
| 718  | Hojkovská rašeliniště                                            | NPP | Hojkovské rašeliniště         | 4,91         | Kategorie „Hojkovské rašeliniště“ na Wikimedia Commons                  | Slatiniště s typickou květenou | 49°22′55″ s. š., 15°24′47″ v. d. |
| 6025 | Horní Mrzatec v srpnu 2008                                       | PP  | Horní Mrzatec                 | 6,8237       | Kategorie „Horní Mrzatec“ na Wikimedia Commons                          | Vzácné druhy rostlin a živočichů vázané na letněné rybníky | 49°12′26″ s. š., 15°21′57″ v. d. |
| 833  | Horní Nekolov                                                    | PP  | Horní Nekolov                 | 18,20        | Kategorie „Horní Nekolov“ na Wikimedia Commons                          | Zbytek bukového porostu se smrkem a klenem | 49°12′49″ s. š., 15°21′15″ v. d. |
| 2031 | PR Chvojnov                                                      | PR  | Chvojnov                      | 10,73        | Kategorie „Chvojnov (nature reserve)“ na Wikimedia Commons              | Cenná luční, rašeliništní a mokřadní společenstva | 49°24′22″ s. š., 15°25′5″ v. d.  |
| 709  | Popis obrazku                                                    | PR  | Jechovec                      | 6,18         | Kategorie „Jechovec“ na Wikimedia Commons                               | Přirozené společenstvo prameništních olšin s bohatou lokalitou bledule jarní | 49°10′34″ s. š., 15°34′30″ v. d. |
| 1961 |                                                                  | PP  | Jersínská stráň               | 0,65         | Kategorie „Jersínská stráň“ na Wikimedia Commons                        | Stráň nad Valentovým rybníkem s fragmentem suchomilných travinobylinných společenstev | 49°25′7″ s. š., 15°50′12″ v. d.  |
| 838  | Rašeliniště                                                      | PP  | Ještěnice                     | 1,46         | Kategorie „Ještěnice“ na Wikimedia Commons                              | Malé rašeliniště s typickou flórou | 49°15′55″ s. š., 15°20′9″ v. d.  |
| 832  | Jezdovické rašeliniště                                           | PP  | Jezdovické rašeliniště        | 1,60         | Kategorie „Jezdovické rašeliniště“ na Wikimedia Commons                 | Rašeliniště s typickou květenou | 49°19′25″ s. š., 15°27′42″ v. d. |
| 5786 | Koupaliště u Bohuslavic                                          | PP  | Koupaliště u Bohuslavic       | 4,9666       |                                                                         | Vodní a mokřadní biotopy s výskytem zvláště chráněných druhů organismů | 49°8′44″ s. š., 15°35′3″ v. d.   |
| 834  | Lužní les                                                        | PR  | Luh u Telče                   | 13,58        | Kategorie „Luh u Telče“ na Wikimedia Commons                            | Zbytek lužního porostu | 49°11′24″ s. š., 15°26′ v. d.    |
| 835  | Lukšovská                                                        | PP  | Lukšovská                     | 21,78        | Kategorie „Lukšovská“ na Wikimedia Commons                              | Podmáčené lesní porosty s bohatým podrostem | 49°14′49″ s. š., 15°23′52″ v. d. |
| 837  | Míchova skála                                                    | PP  | Míchova skála                 | 0,20         | Kategorie „Míchova skála“ na Wikimedia Commons                          | Izolované žulové skalisko | 49°13′39″ s. š., 15°21′44″ v. d. |
| 251  | Mrhatina                                                         | PR  | Mrhatina                      | 10,07        | Kategorie „Mrhatina“ na Wikimedia Commons                               | Přirozený bukový porost | 49°12′54″ s. š., 15°22′4″ v. d.  |
| 1896 |                                                                  | PR  | Na Oklice                     | 32,27        | Kategorie „Na Oklice“ na Wikimedia Commons                              | Prameništní rašeliniště a rašelinné louky | 49°24′14″ s. š., 15°23′42″ v. d. |
| 874  | Přírodní rezervace Na podlesích                                  | PR  | Na podlesích                  | 1,90         | Kategorie „Na podlesích“ na Wikimedia Commons                           | Přirozený luční porost s bohatou květenou | 49°15′18″ s. š., 15°40′51″ v. d. |
| 827  |                                                                  | PP  | Na Skalce                     | 8,09         | Kategorie „Na Skalce (Hojkov)“ na Wikimedia Commons                     | Zachování význačné geologické a geomorfologické pozoruhodnosti | 49°22′40″ s. š., 15°25′13″ v. d. |
| 5741 | Palouk s hadím mordem nízkým na území PR                         | PR  | Nad Svitákem                  | 14,0583      | Kategorie „Nad Svitákem“ na Wikimedia Commons                           | Mozaika rašelinišť, luk a trávníků v nivě Miličovského potoka s výskytem významných a zvláště chráněných druhů | 49°23′47″ s. š., 15°24′18″ v. d. |
| 5721 | přehradní nádrž Nová Říše chráněná v rámci PP                    | PP  | Nová Říše                     | 53,1053      | Kategorie „Nová Říše (natural monument)“ na Wikimedia Commons           | Ekosystém přirozeně eutrofní vodní nádrže s výskytem zvláště chráněných druhů; typy přírodních stanovišť a druhy, pro které byla jiným právním předpisem vyhlášena evropsky významná lokalita Nová Říše a které se nacházejí na území přírodní památky | 49°9′25″ s. š., 15°32′40″ v. d.  |
| 830  |                                                                  | PP  | Pahorek u Vržanova            | 3,45         | Kategorie „Pahorek u Vržanova“ na Wikimedia Commons                     | Pastvina s hojným výskytem jalovce | 49°21′5″ s. š., 15°45′7″ v. d.   |
| 1978 |                                                                  | PP  | Pod Mešnicí                   | 0,72         | Kategorie „Pod Mešnicí“ na Wikimedia Commons                            | Fragment krátkostébelných suchomilných společenstev s výskytem kriticky ohrožených druhů | 49°22′47″ s. š., 15°24′5″ v. d.  |
| 6153 |                                                                  | PR  | Prameniště Jankovského potoka | 65,8         |                                                                         | Prameniště, niva a tok Jankovského potoka s výskytem vzácných rostlin a živočichů | 49°25′45″ s. š., 15°22′51″ v. d. |
| 2049 |                                                                  | PP  | Prosenka                      | 1,68         | Kategorie „Prosenka“ na Wikimedia Commons                               | Travinobylinná společenstva bývalých extenzivních pastvin s výskytem silně ohroženého taxonu | 49°20′54″ s. š., 15°44′57″ v. d. |
| 828  |                                                                  | PP  | Přední skála                  | 13,14        | Kategorie „Přední skála“ na Wikimedia Commons                           | Rulová skála - mrazový srub | 49°21′31″ s. š., 15°25′10″ v. d. |
| 716  | Rašeliniště Kaliště                                              | PR  | Rašeliniště Kaliště           | 12,10        | Kategorie „Rašeliniště Kaliště“ na Wikimedia Commons                    | Ostřicová louka s vzácnou květenou | 49°15′7″ s. š., 15°17′51″ v. d.  |
| 714  |                                                                  | PR  | Rašeliniště Loučky            | 5,92         |                                                                         | Zachovalé slatiniště a přechodové rašeliniště s typickými společenstvy | 49°19′26″ s. š., 15°31′59″ v. d. |
| 6219 |                                                                  | PR  | Rašeliniště pod Trojanem      | 12,71        | Název kategorie na Wikimedia Commons nebyl zadán                        | Nevápnitá mechová slatiniště a přechodová rašeliniště, vegetace vysokých ostřic, vlhké pcháčové louky a smilkové trávníky s výskytem vzácných druhů rostlin a živočichů                                                                                | 49°26′55″ s. š., 15°28′36″ v. d. |
| 831  |                                                                  | PP  | Rašelinné jezírko Rosička     | 0,86         |                                                                         | Rašelinná tůň s výskytem leknínu bělostného | 49°14′31″ s. š., 15°30′47″ v. d. |
| 652  | Roštýnská obora                                                  | PR  | Roštýnská obora               | 31,88        | Kategorie „Roštýnská obora“ na Wikimedia Commons                        | Starý listnatý porost s převahou buku | 49°15′10″ s. š., 15°25′53″ v. d. |
| 829  | Popis obrazku                                                    | PR  | Rybník Březina                | 1,37         | Kategorie „Rybník Březina“ na Wikimedia Commons                         | Bohatá lokalita stulíku žlutého a dalších vodních i mokřadních rostlin | 49°27′7″ s. š., 15°22′52″ v. d.  |
| 5801 | Stonařovský rybník - jedna z vodních ploch chráněných v rámci PP | PP  | Rybníky V Pouštích            | 20,3095      | Kategorie „Rybníky V Pouštích“ na Wikimedia Commons                     | Mezotrofní rybníky, mokřadní biotopy s výskytem významných rostlinných společenstev, druhů rostlin a živočichů | 49°17′5″ s. š., 15°31′41″ v. d.  |
| 5785 | Popis obrazku                                                    | PP  | Rychtářský rybník             | 5,9795       | Kategorie „Rychtářský rybník“ na Wikimedia Commons                      | Rybník s vegetací letněných rybníků, vlhké louky a mokřadní biotopy s výskytem ohrožených druhů rostlin a živočichů | 49°26′39″ s. š., 15°49′12″ v. d. |
| 5663 |                                                                  | PP  | Starý Přísecký rybník         | 6,2645       |                                                                         | Ekosystém rybníka s doprovodnými rostlinnými a živočišnými společenstvy s výskytem zvláště chráněných druhů, zejména ptáků, obojživelníků a vodních měkkýšů                                                                                            | 49°21′ s. š., 15°39′0″ v. d.     |
| 6093 | PP Šilhánky                                                      | PP  | Šilhánky                      | 5,4149       | Kategorie „Šilhánky“ na Wikimedia Commons                               | Mokřadní biotopy dvou lesních rybníčků s výskytem zvláště chráněných a významných druhů rostlin a živočichů vázaných na tento biotop, především kuňky obecné, skokana ostronosého, rosničky zelené, čolka horského, vrkoče mnohozubého                 | 49°14′45″ s. š., 15°25′24″ v. d. |
| 2050 |                                                                  | PR  | Šimanovské rašeliniště        | 4,7569       | Kategorie „Šimanovské rašeliniště“ na Wikimedia Commons                 | Luční rašelininištní a mokřadní společenstva s výskytem vzácných a ohrožených druhů | 49°27′3″ s. š., 15°26′48″ v. d.  |
| 712  |                                                                  | PR  | Štamberk a kamenné moře       | 14,10        | Kategorie „Štamberk a kamenné moře“ na Wikimedia Commons                | Přirozený suťový les na kamenném moři | 49°12′43″ s. š., 15°22′44″ v. d. |
| 5802 |                                                                  | PP  | U Borovné                     | 16,3915      |                                                                         | Rybníky s vegetací letněných rybníků, vlhké louky, mokřadní biotopy, zvláště chráněné rostlinné a živočišné druhy | 49°9′56″ s. š., 15°24′24″ v. d.  |
| 1949 |                                                                  | PR  | U potoků                      | 1,50         | Kategorie „U potoků“ na Wikimedia Commons                               | Rašelinná louka s prameništi, pestrá vegetace; cenné refugium živočichů | 49°19′0″ s. š., 15°20′55″ v. d.  |
| 6255 |                                                                  | PP  | U Šeredů                      | 6,29         | Název kategorie na Wikimedia Commons nebyl zadán                        | Soubor biotopů (nevápnitá mechová stanoviště, vegetace vysokých ostřic, vlhké pcháčové louky a smilkové trávník) | 49°25′43″ s. š., 15°26′59″ v. d. |
| 2141 |                                                                  | PR  | Údolí Brtnice                 | 68,84        | Kategorie „Údolí Brtnice“ na Wikimedia Commons                          | Zachování a udržení vysokých přírodních a krajinářských hodnot údolí řeky Brtnice | 49°20′14″ s. š., 15°42′32″ v. d. |
| 1421 |                                                                  | PP  | Urbánkův palouk               | 1,28         | Kategorie „Urbánkův palouk“ na Wikimedia Commons                        | Rašelinná loučka s bohatou květenou | 49°16′14″ s. š., 15°40′21″ v. d. |
| 2008 | PR U Římské studánky                                             | PR  | U Římské studánky             | 12,05        | Kategorie „U Římské studánky“ na Wikimedia Commons                      | Starý bukový porost na stanovišti svěžích jedlových bučin | 49°16′14″ s. š., 15°40′21″ v. d. |
| 2007 | Přírodní rezervace U Trojáku                                     | PR  | U Trojáku                     | 23,36        | Kategorie „U Trojáku“ na Wikimedia Commons                              | Starý bukový porost na stanovišti svěžích jedlových bučin | 49°16′14″ s. š., 15°40′21″ v. d. |
| 1887 |                                                                  | PR  | V Klučí                       | 25,06        |                                                                         | Přirozený bukový porost pralesovitého charakteru | 49°18′47″ s. š., 15°31′25″ v. d. |
| 5787 |                                                                  | PP  | V Kopaninách                  | 0,7743       |                                                                         | Rybník s výskytem kuňky obecné | 49°8′5″ s. š., 15°26′7″ v. d.    |
| 1904 | V Lisovech                                                       | PR  | V Lisovech                    | 21,32        | Kategorie „V Lisovech“ na Wikimedia Commons                             | Vlhké rašelinné louky a mokřady | 49°14′48″ s. š., 15°16′42″ v. d. |
| 836  |                                                                  | PR  | Velký Pařezitý rybník         | 26,06        | Kategorie „Velký Pařezitý rybník“ na Wikimedia Commons                  | Podmáčené lesní porosty na okraji rybníka | 49°13′44″ s. š., 15°22′34″ v. d. |
| 503  | Velký Špičák                                                     | NPR | Velký Špičák                  | 75,7482      | Kategorie „Velký Špičák (national nature reserve)“ na Wikimedia Commons | Přirozený bukový porost | 49°18′29″ s. š., 15°30′45″ v. d. |
| 713  | Nový rybník, chráněný v rámci Vílaneckého rašeliniště            | PR  | Vílanecké rašeliniště         | 8,19         | Kategorie „Vílanecké rašeliniště“ na Wikimedia Commons                  | Přechodové rašeliniště s typickou vegetací | 49°20′24″ s. š., 15°33′ v. d.    |
| 710  |                                                                  | PP  | Vysoký kámen u Smrčné         | 12,52        | Kategorie „Vysoký kámen u Smrčné“ na Wikimedia Commons                  | Zbytek přirozeného suťového porostu s měsíčnicí vytrvalou | 49°27′57″ s. š., 15°33′53″ v. d. |
| 526  | Vrcholová vyhlídka                                               | PR  | Zaječí skok                   | 1,50         | Kategorie „Zaječí skok“ na Wikimedia Commons                            | Strmé rulové skály s výskytem vzácné kapradinky skalní | 49°24′47″ s. š., 15°32′6″ v. d.  |
| 711  | Zhejral                                                          | NPR | Zhejral                       | 27,00        | Kategorie „Zhejral“ na Wikimedia Commons                                | Poměrně nenarušené rašeliniště s typickými společenstvy | 49°13′20″ s. š., 15°18′35″ v. d. |

## Zrušená chráněná území
| Kód | Obrázek | Typ | Název  | Rozloha (ha) | Galerie Commons | Popis území                                                                      | Souřadnice                       |
| --- | ------- | --- | ------ | ------------ | --------------- | -------------------------------------------------------------------------------- | -------------------------------- |
| 173 |         | PR  | Kloc   | 10,51        |                 | Přirozený porost buku, jedle, smrku a klenu; zahrnuta do nově zřízené PR V Klučí | 49°18′40″ s. š., 15°31′26″ v. d. |
| 222 |         | PR  | Loučky | 6,50         |                 | Přirozená smíšená bučina; zahrnuta do nově zřízené PR V Klučí                    | 49°18′57″ s. š., 15°31′21″ v. d. |